# Coturnicops notatus
Il rallo marezzato o schiribilla di Darwin (Coturnicops notatus, sin. Laterallus notatus Gould, 1841) è un uccello della famiglia dei Rallidi originario delle regioni settentrionali e sud-orientali del Sudamerica.

## Distribuzione e habitat
La presenza della specie è stata accertata in Colombia (Dipartimento di Meta), Venezuela (Stati di Mérida e Portuguesa), Guyana, Brasile (Stati di San Paolo e Rio Grande do Sul), Paraguay (Dipartimenti Presidente Hayes, Concepción e Alto Paraná), Uruguay e Argentina (varie località dalla Provincia di Corrientes alla Patagonia), nonché in Bolivia. Sembra prediligere le zone umide delle grandi distese erbose, come gli llanos e la pampa.

## Biologia
Non conosciamo le abitudini e le rotte migratorie del rallo marezzato, ma nel Brasile orientale la specie è presente in aprile-agosto, in Paraguay e Uruguay in marzo-giugno e in Venezuela in agosto.